# Calamian-Hirsch
Der Calamian-Hirsch (Axis calamianensis) ist eine Säugetierart aus der Familie der Hirsche (Cervidae). Er ist endemisch auf den Calamian-Inseln, einem zu den Philippinen gehörenden und nordöstlich von Palawan gelegenen Archipel.

## Merkmale
Das Fell der Calamian-Hirsche ist braun gefärbt, wobei Männchen mit zunehmendem Alter dunkler werden. Im Gegensatz zu den nahe verwandten Schweinshirschen ist es nicht gefleckt. Der kurze, buschige Schwanz hat eine weiße Unterseite, die verhältnismäßig langen Gliedmaßen sind dunkler gefärbt als der übrige Körper. Das Geweih, das wie bei fast allen Hirschen nur die Männchen tragen, ist klein und endet jeweils in drei Spitzen. Diese Tiere erreichen eine Kopfrumpflänge von 105 bis 115 Zentimeter, eine Schulterhöhe von 60 bis 75 Zentimeter und ein Gewicht von 36 bis 50 Kilogramm.

## Lebensweise
Calamian-Hirsche sind nachtaktive Waldbewohner. Tagsüber schlafen sie im dichten Unterholz verborgen, in der Nacht begeben sie sich auf Nahrungssuche, wobei sie sich mit gesenktem Kopf fortbewegen und versuchen, möglichst immer in dichter Vegetation verborgen zu bleiben. Ihre Nahrung besteht überwiegend aus Blättern.

## Fortpflanzung
Nach rund 180-tägiger Tragzeit bringt das Weibchen meist ein einzelnes Jungtier zur Welt, Zwillinge sind selten. Jungtiere werden mit sechs Monaten entwöhnt und erreichen mit 8 bis 12 Monaten die Geschlechtsreife.

## Bedrohung
Aufgrund ihres kleinen Verbreitungsgebietes (nur rund 1500 km²), in welchem sie zusätzlich durch Waldrodungen, durch die Konkurrenz durch eingeschleppte Arten und durch die fortschreitende Bejagung in Mitleidenschaft gezogen werden, zählen diese Hirsche zu den bedrohten Arten. Die IUCN listet sie als stark gefährdet (endangered), der Gesamtbestand wird auf 900 Tiere geschätzt. Die größte Population findet sich in dem Wildtierreservat Calauit Game Preserve and Wildlife Sanctuary auf der Halbinsel Calauit auf Busuanga, kleinere Bestände bestehen auch auf Busuanga und Culion.

## Systematik
Manchmal wird vermutet, dass der Calamian-Hirsch ähnlich wie der Bawean-Hirsch keine eigene Art sei, sondern von verwilderten Schweinshirschen abstamme, die vom Menschen auf die Inseln gebracht wurden. Wahrscheinlicher ist jedoch, dass die Bestände die Überreste einer einst weiter verbreiteten Art darstellen, die im Pleistozän auf den isolierten Inseln zurückblieben.